# François Mireur

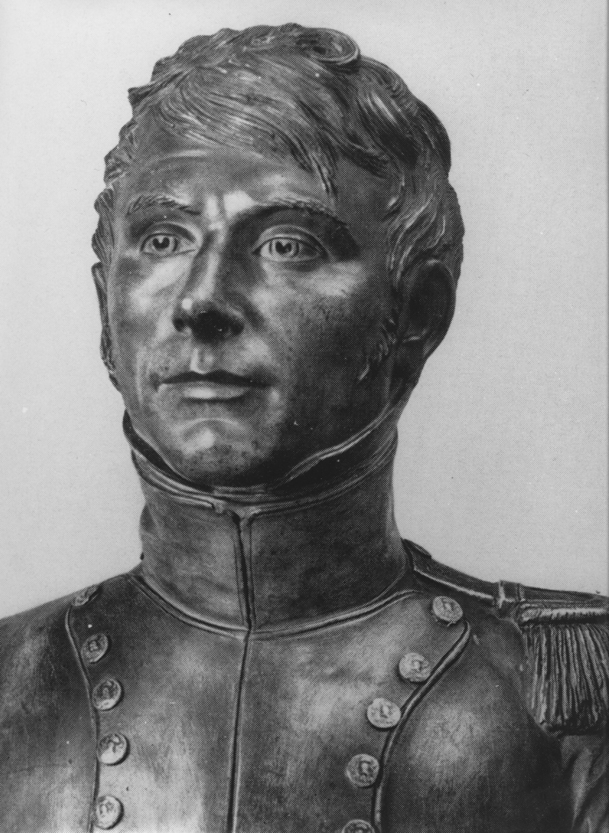
Büste von François Mireur

Étienne François Mireur (* 5. Februar 1770 in Escragnolles, Département Alpes-Maritimes; † 9. Juli 1798 bei Damanhur, Unterägypten) war ein französischer General der Kavallerie.

## Leben
Mireur ist der Sohn des Bürgers Pierre Mireur (1735–1813) und dessen Ehefrau Suzanne Maurel (1740–1824), er hatte noch einen älteren Bruder und eine jüngere Schwester. Politisch interessiert, war Mireur begeistert von der Aufklärung und als am 26. August 1789 die Nationalversammlung in Paris die „Erklärung der Menschen- und Bürgerrechte“ verkündete, gründete er zusammen mit Freunden einen Freiheitsclub.
Im selben Jahr ging Mireur nach Montpellier (Département Hérault), um dort an der Universität Medizin zu studieren. 1792 konnte er dieses Studium erfolgreich abschließen und trat kurze Zeit später in die Armee ein. Als Offizier kämpfte er unter Befehl von General Charles-François Dumouriez im ersten Koalitionskrieg; u. a. nahm er an der Kanonade von Valmy und an der Schlacht von Jemappes teil.
Nach einigen Versetzungen und Beförderungen kam Mireur in den Stab von Napoleon Bonaparte und kämpfte 1796 unter dessen Befehl in den Schlachten Montenotte und Dego. Im folgenden Jahr nahm Mireur unter Jean Baptiste Bernadotte am Italienfeldzug teil. Er kämpfte u. a. vor Valvasone und Gradisca und nahm an der Besetzung Venedigs teil.
Als 1798 Napoleon seine Ägyptische Expedition plante, war Mireur Mitglied im Generalstab von Louis-Charles-Antoine Desaix. Mireur nahm am 10. Juni an der Besetzung Vallettas (Malta) teil und half mit am 2. Juli Alexandria (Ägypten) zu erobern.
Zum Tod von General Mireur gibt es mehrere Deutungen. Die wahrscheinlichste ist wohl, dass dieser nach der Besetzung Alexandrias mit einem Trupp Soldaten auf einem Kontrollritt bei Damanhur angegriffen wurde und dabei getötet wurde.
Als Napoleon die Insel Elba verlassen hatte und auf dem Weg nach Paris war (→Route Napoleon), kam er durch Escragnolles, um sich persönlich mit den Eltern von General Mireur zu treffen.

## Ehrungen
- Sein Name – Mireur – findet sich am südlichen Pfeiler (28. Spalte) des Triumphbogens am Place Charles-de-Gaulle (Paris)
- Am Ortsrand von Escragnolles wurde eine Steinplatte aufgestellt mit der Inschrift: François Mireur, Héros de la Marseillaise